# فانوك
فانوك هي مجموعة شركات يابانية تقدم منتجات وخدمات الأتمتة (أجهزة تشغيل ذاتي) مثل الروبوتات وأنظمة التحكم العددي بالحاسوب اللاسلكية.  هذه الشركات هي بشكل أساسي شركة فاتوك من اليابان، وشركة فانوك أمريكا في روتشستر هيلز، ميشيغان، الولايات المتحدة الأمريكية، وشركة فانوك أووروبا أس أيه في لوكسمبورغ.
تعتبر شركة فانوك واحدة من أكبر الشركات المصنعة للروبوتات الصناعية في العالم. بدأت شركة فانوك كجزء من شركة فوجيتسو في تطوير أنظمة التحكم العددي (NC) وأنظمة المؤازرة المبكرة. فانوك هو اختصار لعبارة فوجي أوتوماتيك نوميريكال كونترول. 
تنقسم شركة فانوك إلى 3 وحدات أعمال: فا (أتمتة المصانع)، وروبوتات (إنسان ألي)، وروبوماشين (ألات روبوتات). تم توحيد هذه الوحدات الثلاث مع سيرفيس باعتبارها "وحدة فانوك واحدة". الخدمة هي جزء لا يتجزأ من شركة فانوك، ومن المعروف أن الشركة تدعم المنتجات طالما يستخدمها العملاء.